# Juan González Meneses
Juan González Meneses (também Don Juan González de Meneses y de la Parra) (falecido no dia 28 de junho de 1521) foi um prelado católico romano que serviu como bispo de Almería (1520–1521).

## Biografia
No dia 17 de setembro de 1520, Juan González Meneses foi escolhido pelo Rei da Espanha e confirmado pelo Papa Leão X como Bispo de Almería. Serviu como Bispo de Almeria até à sua morte, no dia 28 de junho de 1521.